# Lophochernes mayeti
Lophochernes mayeti es una especie de arácnido del orden Pseudoscorpionida de la familia Cheliferidae.

## Distribución geográfica
Se encuentra en Túnez.